# Kazuya Maeda (1982)
Kazuya Maeda (前田 和哉 Maeda Kazuya?, nacido el 8 de septiembre de 1982 en Wakayama) es un futbolista japonés que se desempeña como defensa.

## Trayectoria

### Clubes
| Club                | País  | Año         |
| ------------------- | ----- | ----------- |
| Cerezo Osaka        | Japón | 2005 - 2010 |
| Montedio Yamagata   | Japón | 2010 - 2012 |
| Giravanz Kitakyushu | Japón | 2013 - 2017 |

## Estadística de carrera

### J. League
| Club                | Año   | J. League | J. League | Copa J. League | Copa J. League | Total | Total |
| Club                | Año   | Part.     | Goles     | Part.          | Goles          | Part. | Goles |
| ------------------- | ----- | --------- | --------- | -------------- | -------------- | ----- | ----- |
| Cerezo Osaka        | 2005  | 23        | 1         | 6              | 0              | 29    | 1     |
| Cerezo Osaka        | 2006  | 29        | 1         | 8              | 0              | 37    | 1     |
| Cerezo Osaka        | 2007  | 41        | 8         | -              | -              | 41    | 8     |
| Cerezo Osaka        | 2008  | 35        | 0         | -              | -              | 35    | 0     |
| Cerezo Osaka        | 2009  | 34        | 1         | -              | -              | 34    | 1     |
| Cerezo Osaka        | 2010  | 0         | 0         | 3              | 0              | 3     | 0     |
| Montedio Yamagata   | 2010  | 16        | 0         | 0              | 0              | 16    | 0     |
| Montedio Yamagata   | 2011  | 21        | 1         | 0              | 0              | 21    | 1     |
| Montedio Yamagata   | 2012  | 24        | 0         | -              | -              | 24    | 0     |
| Giravanz Kitakyushu | 2013  | 41        | 3         | -              | -              | 41    | 3     |
| Giravanz Kitakyushu | 2014  | 38        | 1         | -              | -              | 38    | 1     |
| Giravanz Kitakyushu | 2015  | 37        | 0         | -              | -              | 37    | 0     |
| Giravanz Kitakyushu | 2016  | 21        | 0         | -              | -              | 21    | 0     |
| Giravanz Kitakyushu | 2017  | 1         | 0         | -              | -              | 1     | 0     |
| Total               | Total | 361       | 16        | 17             | 0              | 378   | 16    |